# Acangassu diminuta
Acangassu diminuta é uma espécie de coleóptero da família Cerambycidae, com distribuição restrita apenas no Brasil (Rio de Janeiro).

## Descrição
Cabeça e protórax com tegumento avermelhado-escuro. Antenas e pernas amareladas. Élitros avermelhados gradualmente mais amarelados para os ápices; cada um com uma mancha amarelada, dorsal, que não toca a sutura, iniciada pouco atrás do úmeros e prolongada até o meio. Face ventral avermelhada. Cabeça, pronoto, pernas e face ventral com setas longas e esparsas. Pronoto recoberto por pubescência serícea mais adensada na metade basal. Élitros com pontuação grossa.